# Тианети
Тиане́ти (груз. თიანეთი), Тионеты — посёлок городского типа (ранее село), центр Тианетского муниципалитета Грузии. 
Посёлок расположен на реке Иори (Иора), впадающей в Мингечаурское водохранилище. Располагается в 79 километрах к северу от Тбилиси. 

## История
Село Тионеты ранее было в составе Тифлисской губернии, являлось административным центром Тионетского уезда и находилось на высоте 3627 футов над уровнем моря. В 1890-х годах недалеко от села находился полевой лагерь Кавказской сапёрной бригады, в котором на учебном (лагерном) сборе военнослужащие Русской армии изучали сапёрное, железнодорожное и подрывное дела, то есть проходили дополнительную подготовку.
Село сообщалось обыкновенной колёсной дорогой (50 вёрст) с Телавом, шоссейной дорогой — с Тифлисом (75 вёрст), горными тропами — с Хевсурией и другими местностями северной высокогорной части Тионетского уезда.
30 декабря 1960 года село Тианети получило статус посёлка городского типа. В посёлке находится краеведческий музей.

## Население
По результатам первой всеобщей переписи населения 1897 года в селе проживало 1089 человек. Национальный состав выглядел следующим образом, чел.:
- Грузины — 978 (89,81%),
- Армяне —  55 (5,05%),
- Русские —  44 (4,04%),
- Представители других народностей (чеченцы, аварцы, поляки, кистинцы и др.) — 12 (1,1%).

В 1901 году по данным ЭСБЕ, население составляло 1330 чел.

## Известные люди
- Харанаули, Бесик ― грузинский писатель и поэт, номинирован на Нобелевскую премию по литературе в октябре 2010 года[11].